# Comité de Estado Mayor
El Comité de Estado Mayor, o por sus siglas CEM, es un órgano subsidiario del Consejo de Seguridad de las Naciones Unidas cuya función, como está definida en la Carta de las Naciones Unidas, es planear las operaciones militares de las Naciones Unidas, además de "asesorar y asistir al Consejo de Seguridad en todas las cuestiones relativas a las necesidades militares del Consejo para el mantenimiento de la paz y la seguridad internacionales, al empleo y comando de las fuerzas puestas a su disposición, a la regulación de los armamentos y al posible desarme".

## Organización del CEM

### Representantes actuales del CEM
Para 2015, los Jefes de Delegación del CEM actuales son:
- China: Mayor general Ming Zhou, Ejército Popular de Liberación.
- Francia: Brigadier general Christian Beau, Fuerzas Armadas de Francia.
- Rusia: Capitán, primer rango Evgeny V. Senkin, Armada de Rusia.
- Reino Unido: Mayor general Buster Howes, Royal Marines.
- Estados Unidos: Vicealmirante Frank Craig Pandolfe, Armada de los Estados Unidos.

### Presidencia del CEM
La Presidencia rota mensualmente entre los cinco asesores militares de los P5 según el orden alfabético inglés de los nombres de sus países.